# 伊原五郎兵衛

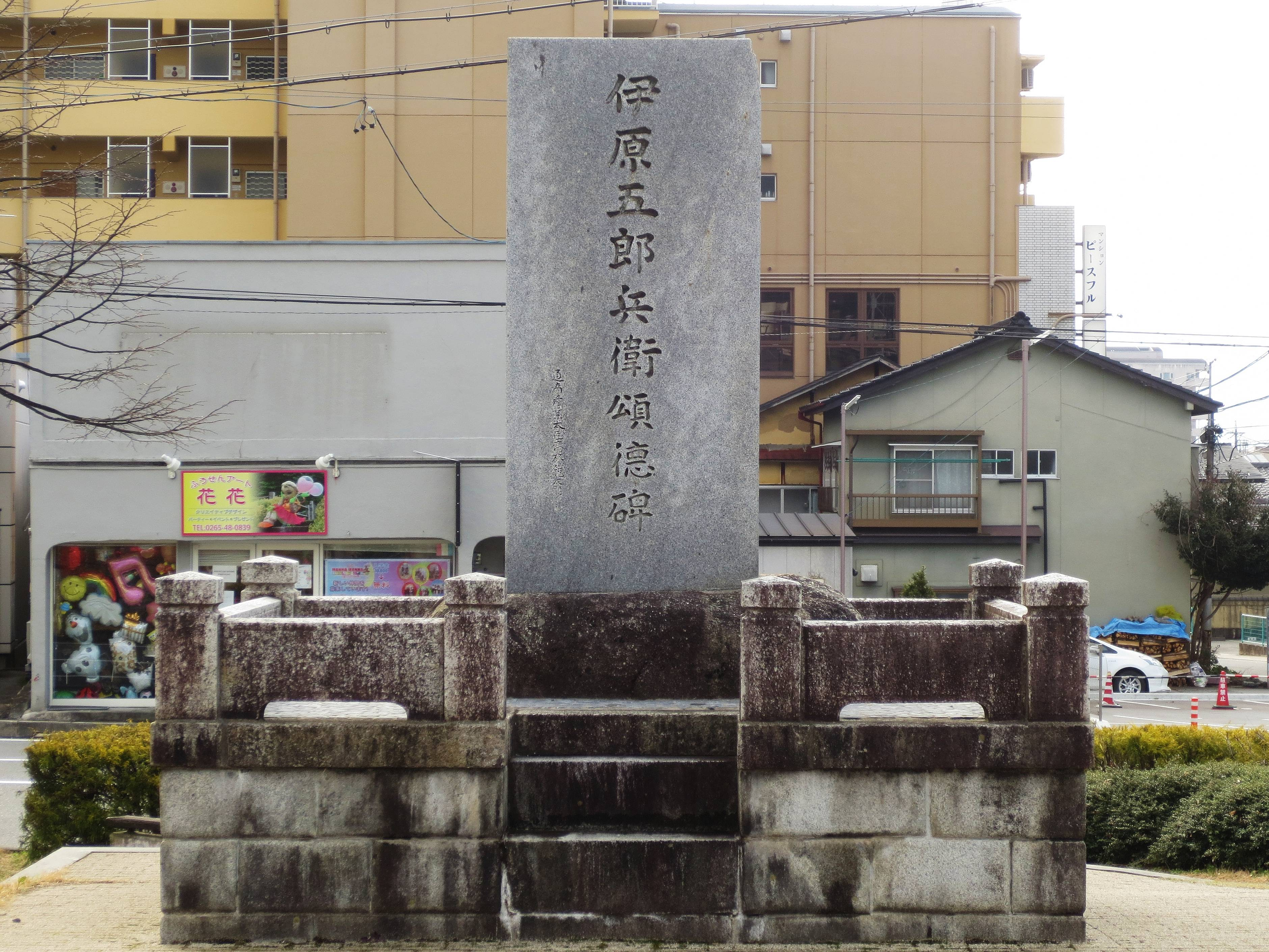
伊原五郎兵衛頌徳碑（飯田駅）

伊原 五郎兵衛（いはら ごろべえ、1880年10月8日 - 1952年4月3日）は、長野県飯田市出身の実業家・鉄道経営者。衆議院議員。
伊那電気鉄道株式会社専務取締役を務めた後、1928年4月1日に筑摩電気鉄道（現アルピコ交通）社長に就任し、1932年には社名を松本電気鉄道に変更、バス事業を拡大しつつ電車の運行と調和させ、折からの不況下での事業経営にあたった。幼名は恒次、1906年に9代目五郎兵衛を襲名した 。

## 生涯
1880年（明治13年）10月8日 - 長野県下伊那郡飯田町番匠町の漆器店近江屋の伊原五郎兵衛・志のの三男として生まれる、長男は夭逝した。1894年4月に県立下伊那中学飯田支校（現長野県飯田高等学校）に入学、後に松本中学校に転じて2年間学んだ。1899年（明治32年）3月に松本中学校を卒業し、9月に一高へ入学。東京帝国大学仏法科在学中に次兄が戦死したため、1906年（明治39年）に帝大を卒業した後は家督を継ぐために飯田に帰る。
一方、恒次の父である8代目伊原五郎兵衛を中心とする上伊那郡・下伊那郡の有志は、上伊那郡伊那富村辰野（現辰野町）から飯田町に至る電車鉄道の設立を、1894年（明治27年）に計画した。翌年2月に。辰野・飯田間の電車鉄道敷設請願書を内務大臣に提出した。ところが鉄道敷設の着工を前にした1906年3月、父五郎兵衛が急病で死亡したため、恒次は家業だけでなく、伊那電車軌道の建設も継ぐことになった。恒次は、五郎兵衛の名を襲名して9代目の伊原五郎兵衛を名乗り、伊那谷に電車を走らせるために奔走した。1907年（明治40年）9月、伊那電車軌道株式会社（本社：東京市小石川区）が設立され、社長には辻新次（松本市出身）が就任した。第1期線として辰野・伊那町（現伊那市）間の路線実測と発電所の測量を行い、翌1908年に用地買収と軌道工事を始める。1909年12月28日、辰野－伊那松島間が開通し、長野県初の電車が開通した。1923年（大正12年）8月に飯田まで開通させ、辰野－天竜峡間が全通したのは1927年（昭和2年）12月だった。五郎兵衛は、太平洋側にまで鉄道を延伸させることを目標にしており、伊那電車軌道を伊那電気鉄道と改め、五郎兵衛は専務取締役として経営にあたる。太平洋側までの延伸を実現させるために1915年（大正4年）の第12回衆議院議員総選挙に立候補したが落選、1928年（昭和3年）の第1回普通選挙（第16回衆議院議員総選挙）で当選したが、政界は水に合わず1期で引退した。
1928年（昭和3年）4月1日、五郎兵衛は筑摩電気鉄道の創立者上條信の跡を継いで2代目の社長に就任した。このころから、梓川流域において相次いだ水路式発電所がすべて完成しそのための運送がなくなり、増えていたバス事業との競合、さらには大恐慌の影響で、荷物輸送が激減し、利用客も減っていた。1928年11月の決算は大幅な赤字であった。経営基盤強化のために、1934年（昭和9年）3月には、資本金150万円だったものを、50万円減資して100万円にした。これらのことに不満を持った株主により1935年5月の第30回定時株主総会は大紛糾し、五郎兵衛らの取締役の職務執行停止の仮処分が松本地方裁判所に申請される事態が生じた（1937年 10月の東京控訴院判決はこれを認めずに判決が確定し、五郎兵衛は再び社長として指揮をとることになる）。1932年（昭和7年）には、不況克服のため心機一転を図り、「筑摩電気鉄道株式会社」の商号を「松本電気鉄道株式会社」に改めた。また、五郎兵衛は、これから観光バスを含めてバスの時代が到来すると主張しており、松本地方の中小乗合自動車会社の買収を行い、バス事業の強化に励んだ。1935年（昭和10年）7月には初めて乗合自動車を上高地に乗り入れさせることに成功した。この後、日中戦争・ ノモンハン事件などが始まると、ガソリン3割強制節約、ガソリン・重油購入の切符制度実施、石油配給統制規則法などが導入されてバス燃料に制約が加わり、さらに戦時体制が深まると自動車・燃料の両面から、乗合自動車運行に支障を来す状況が深刻になった。また男子乗務員多数が徴兵されたため、1943年（昭和18年）には電車浅間線に初めて女子乗務員が乗るようになった。
このような状況下の1944年（昭和19年）7月、監督官庁であった運輸通信省が松本電気鉄道を臨時監査し、車両の改造やプラットホームの改善などについての手続き不備を理由に、伊原社長を解任する事態になった。後任には1937年から取締役を務めていた百瀬蔵六が就任した。五郎兵衛は、折からの敗戦前後の食糧難に、伊那谷でもっと米が取れるようにと諏訪湖から伊那谷に用水を取る竜西一貫水路の建設に尽力し、最後まで地域社会の奉仕に努めた。地域の人々により、1952年1月に「伊原五郎兵衛頌徳碑」が飯田駅前に建てられた。その3か月後の4月3日、9代目伊原五郎兵衛は72歳で逝去した。

## 年譜
- 1880年（明治13年）10月8日 - 長野県飯田町番匠町の漆器店近江屋の伊原五郎兵衛・志のの三男として生まれる。長男は夭逝、次男の広司が家督相続するが、日露戦争に従軍して1904年9月に戦死
- 1899年（明治32年） - 松本中学校を卒業し、9月に一高へ入学。1902年に一高を卒業し、東京帝国大学仏法科に入学、外交官を志す
- 1904年（明治37年）9月- 実家を継いでいた兄が日露戦争に従軍して戦死、1906年（明治39年）3月に父親が急死したことから、家督相続のために飯田に帰ることになる
- 1906年（明治39年）-　東京帝大を卒業し飯田に帰る
- 1907年（明治40年）9月- 伊那電車軌道株式会社が設立され、その中心にいた
- 1909年（明治42年）12月28日- 辰野－伊那松島間が開通
- 1915年（大正4年）- 総選挙に立候補したが落選
- 1928年（昭和3年）- 第1回普通選挙で当選
- 1927年（昭和2年）12月 - 辰野－天竜峡間が開通し、計画区間が全通
- 1928年（昭和3年）4月1日 - 筑摩電気鉄道社長に就任
- 1935年（昭和10年）5月- 筑摩電気鉄道第30回定時株主総会が紛糾し、五郎兵衛ら取締役の職務執行停止の仮処分が松本地方裁判所に申し立てられる
- 1937年（昭和12年）10月 - 東京控訴院判決が確定し、社長に戻る
- 1944年（昭和19年）7月 - 運輸逓信省の臨時監査で社長を解任される
- 1952年（昭和27年）1月 - 伊原五郎兵衛頌徳碑が飯田駅前に建立
- 1952年（昭和27年）4月3日 - 逝去、享年72